# Purify (Band)
Purify (engl. to purify: aufbereiten, reinigen) ist eine deutsche Thrash-Metal-Band aus Mainz.

## Geschichte
Purify wurde im Jahr 2000 von den beiden ehemaligen Deadspawn-Mitgliedern Guido Holstein (Gitarre; außerdem bei Hängerbänd) und David D. (Schlagzeug; außerdem bei Burden) gegründet und durch Lars (Bass) und Markus Hintzen (Gesang; heute bei Disanthrope) vervollständigt. Lars wurde schon kurze Zeit später durch Marten (ehemals Jester’s Funeral) ersetzt. Die Position am Bass blieb allerdings problematisch und wurde im Jahr 2002 durch Michael „Eddy“ Edele (ehemals Atmosphere, Hybrid Theory, Serenity) besetzt.
Purify spielten zunächst mit Bands wie Abandoned oder New Blast Chaos und nahmen ein paar Demos auf. Nach einiger Zeit trennten sich die Wege von Hintzen und der Band wieder, so dass Bassist Eddy bis zur zwischenzeitlichen Auflösung der Band, die Position am Mikrofon einnahm. 2009 entschieden sich Guido und Eddy für eine Wiedervereinigung und begaben sich auf die Suche nach einem neuen Drummer und einem Shouter. Die Positionen werden seitdem von Ralf „Wink“ Winkmann und Tobias „Mönch“ Mönch (ehemals Rupture) besetzt werden.
Im August 2010 starteten sie die Aufnahmen für ihr Debütalbum Hellophile in den Sinustal-Studios von Jesus-on-Extasy-Gitarrist Chai Deveraux, in denen diese auch ihre Alben produzieren. Der finale Mix fand in den Newave-Studios statt. Schließlich landete die Band bei dem Label Aaarrg-Records von Mekong-Delta-Chef Ralf Hubert, der im September 2011 Hellophile endgültig für den Markt frei gab.
Bereits zu dieser Zeit konnten Purify durch Clubgigs mit Größen wie Contradiction, Jack Slater und Hatesphere sowie einem Auftritt auf dem Metalfest in Dessau auf sich auf sich aufmerksam machen.
2012 konnten sie wieder ein Engagement auf dem Metalfest ergattern und spielten auch auf dem Metalcamp in Slowenien.
Am 19. Juli 2013 erschien ebenfalls über Aaarrg-Records mit Sic Transit Gloria Mundi das zweite Studioalbum.
Im Oktober 2013 gab die Band über ihre Facebookseite bekannt, dass Schlagzeuger „Wink“ aus persönlichen und zeitlichen Gründen die Band verlasse. In derselben Mitteilung wurde Alex Reichert als dessen Nachfolger am Schlagzeug vorgestellt. Alex spielte bis 2018 bei Purify. Von 2018 bis 2023 war David Becker live für das Schlagzeug verantwortlich.
Im Sommer 2023 sprang Alex bei einem Konzert im Wiesbadener Kesselhaus für David ein und kehrte kurz darauf als festes Mitglied in die Band zurück. 2023 spielten Purify zusammen mit Voivod als Support für Testament im Schlachthof in Wiesbaden.

## Diskografie
- 2001: Promo 2001 (2 Track CDR)
- 2003: Streets of Terror (4 Track CDR)
- 2011: Hellophile (Album, Aaarrg-Records)[1]
- 2013: Sic Transit Gloria Mundi (Album, Aaarrg-Records)